# رود ایلکیلوات
رود ایلکیلوات (به انگلیسی: Illecillewaet River) یک رود در کانادا است که در بریتیش کلمبیا واقع شده‌است.